# Diaporthe juniperivora
Diaporthe juniperivora (G.G. Hahn) Rossman & Udayanga – gatunek grzybów z klasy Sordariomycetes.

## Systematyka i nazewnictwo
Pozycja w klasyfikacji według Index Fungorum: Diaporthe, Diaporthaceae, Diaporthales, Diaporthomycetidae, Sordariomycetes, Pezizomycotina, Ascomycota, Fungi.
Po raz pierwszy opisał go w 1920 r. Glen Gardner Hahn nadając mu nazwę Phomopsis juniperivora. Obecną, uznaną przez Index Fungorum nazwę nadali mu Amy I. Rossman i Dhanushka Udayanga w 2015 r.

## Charakterystyka
Grzyb pasożytniczy porażający niektóre gatunki jałowców (Juniperus), a także żywotniki (Thuja), cyprysy (Cupressus) i cypryśniki (Chamaecyparis). Jest jednym z gatunków grzybów wywołujących chorobę zamieranie pędów drzew i krzewów iglastych (ang. blight of conifers, dieback of conifers). Diaporthe juniperivora nie atakuje jałowca pospolitego, na gatunku tym podobne objawy zamierania pędów powoduje Kabatina juniperi lub Sydowia polyspora.
Diaporthe juniperivora powoduje zamieranie igieł i całych gałązek. Igły najpierw stają się matowoczerwone lub brązowe, a na końcu popielatoszare. Na porażonych pędach pojawiają się małe, czarne pyknidia wytwarzające zarodniki. Owocniki są zanurzone w dobrze rozwiniętych podkładkach rzekomych (pseudostromie). Mają otwory na szczycie brodawek i zazwyczaj występują w zespołach. Worki cienkościenne, cylindryczne lub wrzecionowate. Askospory szkliste, dwukomórkowe.
Znane jest występowanie Diaporthe juniperivora w USA, Europie i na Nowej Zelandii. Podano jego występowanie także w Polsce.